# Arnaldo Edi Lopes da Silva
Arnaldo Edi Lopes da Silva, mit Kurznamen Edinho (* 7. Juli 1982 in Aveiro) ist ein portugiesischer Fußballspieler.

## Karriere

### Verein
Edinho begann mit dem Vereinsfußball 1997 in der Nachwuchsabteilung des AC Almada. Zwei Jahre später zählte er zum Profikader, für den er bis zum Sommer 2002 spielte. Anschließend wechselte er zum FC Barreirense, ehe er ein weiteres Jahr später zu Sporting Braga weiterzog. Nachdem er eineinhalb Spielzeiten für die Reservemannschaft aktiv gewesen war, begann er immer mehr für die 1. Mannschaft aufzulaufen und wurde schließlich vollständig in dieser Mannschaft übernommen. Bei den Profis kam er aber nicht regelmäßig zu Einsätzen, weshalb er nacheinander an FC Paços de Ferreira und Gil Vicente FC ausgeliehen wurde.
Zum Sommer 2007 wechselte Edinho zu Vitória Setúbal und spielte hier nur die Hinrunde, ehe er für die Rückrunde an den griechischen Verein AEK Athen ausgeliehen wurde. Nachdem Edinho hier einen guten Eindruck gemacht hatte, wurde er zum Saisonende samt Ablösesumme in die Mannschaft geholt. Für die Athener spielte er eine weitere Saison und wurde dann an den spanischen Klub FC Málaga abgegeben. Hier gelang es ihm sich als Stammspieler zu behaupten, weswegen er bis ins Jahr 2013 an diverse Vereine ausgeliehen wurde. Dabei wurde er mit dem Académica de Coimbra in der Saison 2011/12 portugiesische Fußballpokalsieger.
Im Sommer 2013 kehrte er zu seinem alten Klub Sporting Braga zurück. Für die Rückrunde der Saison 2013/14 wurde er an den türkischen Erstligisten Kayseri Erciyesspor ausgeliehen. Dabei besaß Erciyesspor zum Saisonende eine Kaufoption, wonach die Zentralanatolier gegen eine festgeschriebene Ablösesumme Edinho verpflichten konnte. Nachdem Edinho mit elf Toren in 15 Ligaspielen zu einem der Shootingstars der Rückrunde der Süper Lig avancierte, zog Erciyesspor zum Saisonende diese Kaufoption. Nachdem Erciyesspor zum Sommer 2015 den Klassenerhalt verfehlt hatte, verließ Edinho diesen Klub und wechselte zur neuen Saison zum türkischen Zweitligisten Şanlıurfaspor.
Im Sommer 2016 kehrte er zu seinem früheren Verein Vitória Setúbal wieder zurück.

### Nationalmannschaft
Edinho absolvierte 2008 drei Länderspiele für die Portugiesische U-21-Nationalmannschaft. 2009 begann er für die Portugiesische Nationalmannschaft zum Einsatz zu kommen.

## Erfolge
Mit Vitória Setúbal
- Portugiesischer Ligapokalsieger: 2007/08

Mit AEK Athen
- Griechischer Fußballpokalfinalist: 2008/09

Mit Académica de Coimbra
- Portugiesischer Fußballpokalsieger: 2011/12